# De Hoop (Haren)
De Hoop is een koren- en oliemolen in Haren, een dorp in de provincie Groningen.

## Beschrijving
De Hoop, die middenin Haren aan de Rijksstraatweg staat, is een van de weinige ronde stenen bovenkruiers in Noord-Nederland. Er werd altijd aangenomen dat de molen in 1843 werd gebouwd als oliemolen en later als korenmolen is ingericht. Uit historisch onderzoek is echter gebleken, dat de molen waarschijnlijk in 1839 juist als korenmolen is gebouwd en pas daarna als oliemolen werd ingericht. De molen is in 1960 en 1975 gerestaureerd, maar raakte langzamerhand toch weer in verval. De laatste particuliere eigenaar deed de molen in 2006 over aan een stichting, die hem daarna liet restaureren. In 2010 was de molen weer maalvaardig als korenmolen.
Het wiekenkruis van De Hoop bestaat uit het Van Busselsysteem en is voorzien van zelfzwichting.
De Hoop is aangewezen als rijksmonument, evenals het complex van woningen en schuren dat eromheen is gebouwd (waarin een dierspeciaalzaak is gevestigd).

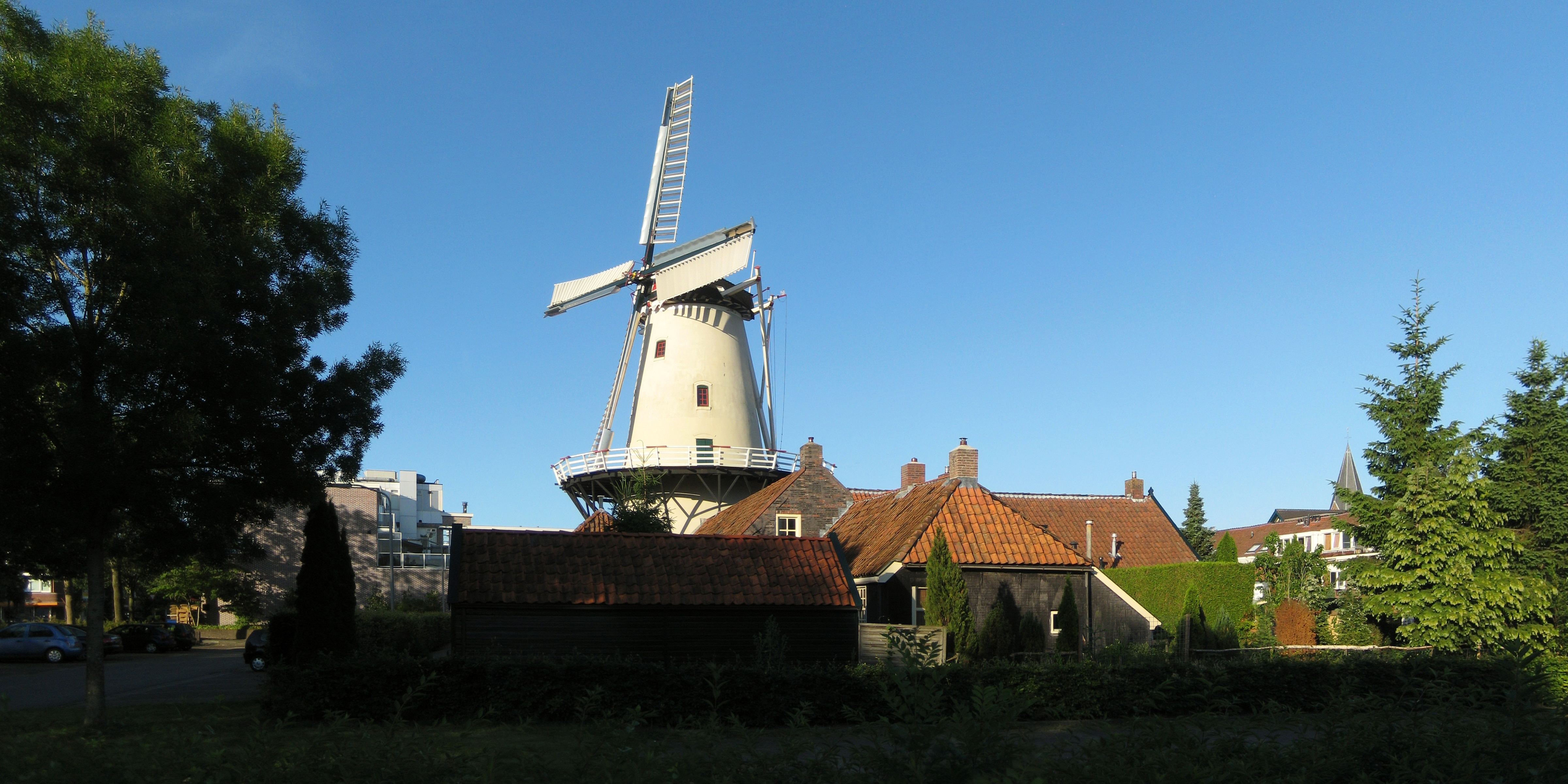
De Hoop in 2013, gezien vanuit het westen